# نمای نزدیک

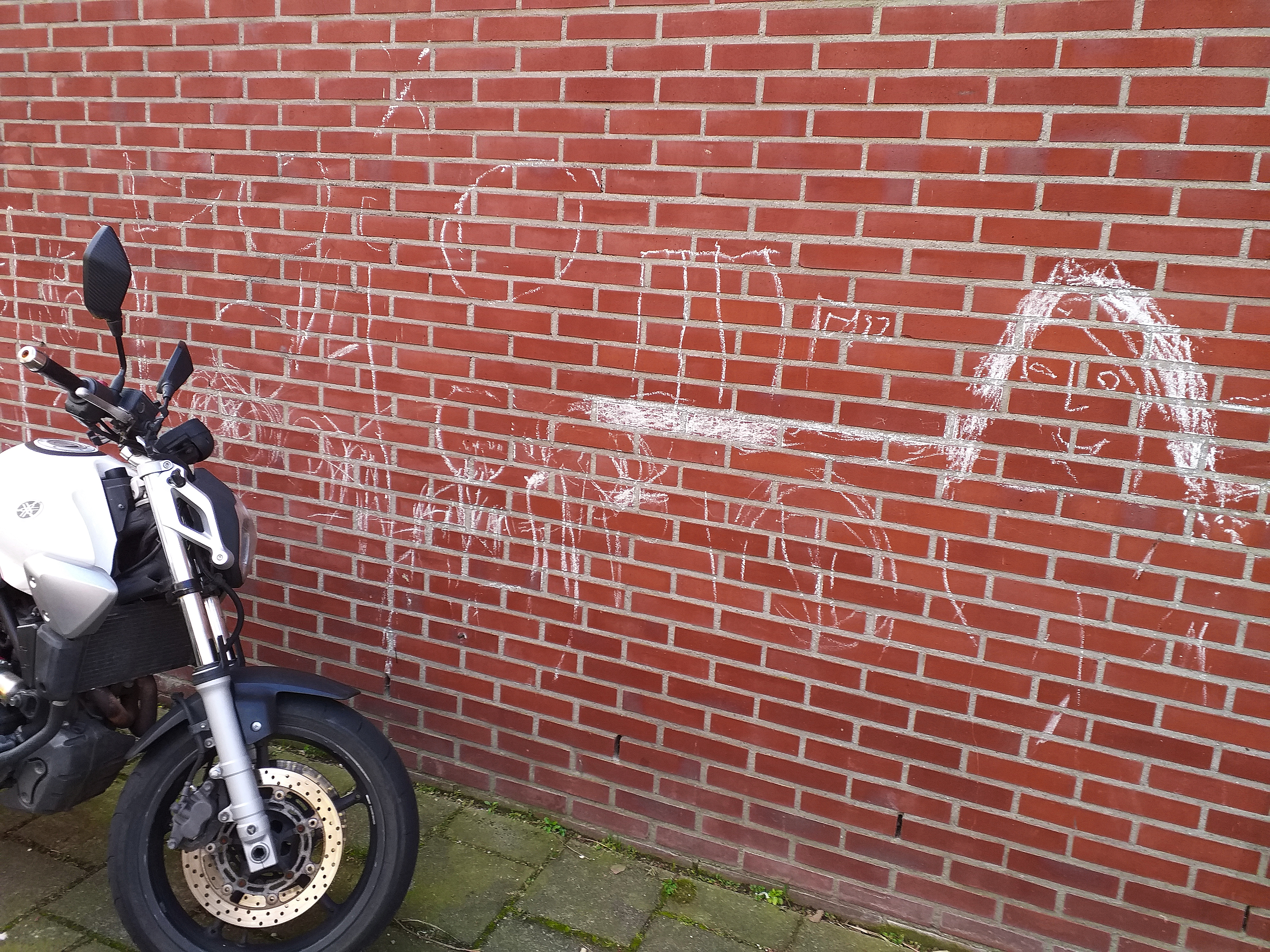
نمای نزدیک

نمای نزدیک (واژه‌ی مصوّب فرهنگستان زبان و ادب فارسی) (به انگلیسی: Close-up) یکی از اصطلاحاتی است که در سینما و تلویزیون مرسوم است و به نزدیک‌ترین نما به شیء یا شخصی که دوربین آن را در بر می‌گیرد، گفته می‌شود.
برای گرفتن عکس‌های کلوزآپ، لنز باید قادر به فوکوس در فاصلهٔ نزدیک باشد. لنزهایی با قابلیت ماکرو، توانایی فوکوس در فاصلهٔ نزدیک را دارند. در چنین عکس‌هایی، معمولاً سوژهٔ مدنظر بیشترِ کادر عکس را پر می‌کند. در عکس‌های نمای نزدیک، عمق میدان بسیار باریک است و پس‌زمینهٔ عکس به‌شدت خارج از فوکوس و محو ثبت می‌شود؛ بنابراین کنترل عمق میدان در چنین عکس‌هایی بسیار مهم است.

## اهمیت کلوزآپ در سینما
کلوزآپ، نقش وضوح بخشیدن به آنچه در لانگ‌شات با مفاهیم عمده همراه است را بر عهده دارد.